# Marcello Artiaga
Marcello Artiaga de Almeida Castro (1959) es un jinete brasileño que compitió en la modalidad de salto ecuestre. Ganó una medalla de oro en los Juegos Panamericanos de 1991, en la prueba por equipos.

## Palmarés internacional
| Juegos Panamericanos | Juegos Panamericanos | Juegos Panamericanos | Juegos Panamericanos |
| Año                  | Lugar                | Medalla              | Categoría            |
| -------------------- | -------------------- | -------------------- | -------------------- |
| 1991                 | La Habana (Cuba)     | Medalla de oro       | Por equipos          |